# زه کا وینگ
تسه کا وینگ (انگلیسی: Tse Ka Wing؛ زادهٔ ۴ سپتامبر ۱۹۹۹) بازیکن فوتبال است.
از باشگاه‌هایی که در آن بازی کرده‌است می‌توان به باشگاه فوتبال هنگ کنگ رنجرز اشاره کرد.
وی همچنین در تیم‌های ملی فوتبال زیر ۲۳ سال هنگ کنگ، و هنگ کنگ بازی کرده‌است.